# Стела «Город воинской славы» (Дмитров)
Па́мятник-сте́ла «Го́род во́инской сла́вы» был открыт 4 сентября 2009 года на Советской улице в Дмитрове. Стела, установленная в память о присвоении Дмитрову почётного звания «Город воинской славы», стала первой из подобных стел, сооружённых в России.

## История
Древний Дмитровский кремль, основанный в 1154 году как пограничная крепость князем Юрием Долгоруким на месте более древнего славянского поселения, был свидетелем многочисленных сражений на рубежах Северо-Восточной Руси, ставшей ядром Русского государства. В 1610 году у его стен разразилась Битва под Дмитровом — важное сражение времён польско-литовской интервенции в ходе выступления Лжедмитрия II и русско-польской войны 1609—1618 годов, когда войско во главе с Михаилом Скопиным-Шуйским разгромило большую часть армии гетмана Яна Сапеги. Успешными действиями русских войск, народного ополчения Дмитровского уезда и партизан отмечен период Отечественной войны 1812 года. Но наиболее ярким военно-историческим событием стала Битва за Москву, когда на подступах к Дмитрову в ходе Великой Отечественной войны в результате кровопролитных боёв за Перемиловскую высоту, длившихся с 27 ноября по 5 декабря 1941 года, немецко-фашистские ударные группировки, рвавшиеся к Москве с северо-запада, потерпели поражение и были окончательно остановлены воинами Красной армии. С этой крайней восточной точки продвижения врага на фронтах севернее Москвы 5 декабря 1941 года развернулось решительное контрнаступление советской армии под Москвой. Тысячи воинов полегли, сражаясь за Родину на дмитровской земле: в Дмитровском районе осталось 47 братских могил. За доблесть и мужество, проявленные в этих боях, 29-я и 71-я стрелковые бригады были удостоены почётного звания гвардейских. Более 400 воинов награждены боевыми орденами. 19 участников Великой Отечественной войны из Дмитрова были удостоены звания Героя Советского Союза. 
После учреждения в 2006 году почётного звания Российской Федерации «Город воинской славы» городские общественные организации выступили с инициативой о присвоении Дмитрову этого высокого звания, и Указом Президента Российской Федерации от 28 октября 2008 г. № 1534 город был удостоен почётного звания «За мужество, стойкость и массовый героизм, проявленные защитниками города в борьбе за свободу и независимость Отечества». 8 декабря 2008 года в Екатерининском зале Московского Кремля состоялась церемония вручения грамот о присвоении звания городам, в числе которых был Дмитров.
В соответствии с Указом президента РФ от 1 декабря 2006 года № 1340, в каждом городе, удостоенном этого высокого звания, устанавливается стела, посвящённая этому событию. Архитектурно-скульптурное решение памятной стелы «Город воинской славы» утверждено Российским организационным комитетом «Победа» в 2008 году по результатам открытого всероссийского конкурса, в котором победил проект авторского коллектива в составе: заслуженный архитектор России И. Н. Воскресенский, Г. А. Ишкильдина, В. В. Перфильев, народный художник России С. А. Щербаков. После обсуждения возможных мест размещения памятника было принято решение соорудить мемориал на Советской улице в центре города, неподалёку от здания кинотеатра. 8 мая 2009 года  была заложена капсула под строительство стелы, а уже 4 месяца спустя, 4 сентября, состоялось торжественное открытие мемориала, ставшего первой стелой «Город воинской славы» в России. В церемонии, приуроченной к 855-летию основания города, приняли участие ветераны, представители властей, молодёжи, общественников и военнослужащие. В число почётных гостей вошли губернатор Московской области Герой Советского Союза Б. В. Громов, руководитель Администрации Президента С. Е. Нарышкин, председатель районной организации ветеранов войны, труда и правоохранительных органов Е. А. Рыбаков. Обряд освящения памятника совершил епископ Серпуховской Роман.
20 апреля 2012 года Почта России выпустила почтовую марку, а 1 ноября 2012 года Центральным банком России в обращение была выпущена памятная монета «Город воинской славы Дмитров» достоинством 10 рублей. О военно-исторических событиях, ставших основанием для присвоения Дмитрову почётного звания, рассказывают экспозиции музея «Дмитровский кремль», где хранится Меч Победы, вручённый Дмитрову, как и другим городам воинской славы, 9 июня 2022 года в зале Славы Музея Победы в парке Победы на Поклонной горе в Москве. Изготовленный в Златоусте меч покрыт золотом высшей 999,9 пробы и инкрустирован уральскими самоцветами — гранатами, символизирующими пролитую кровь, и голубыми топазами, которые считаются символом мира. Длина мечей составляет 1,2 метра, вес — более пяти килограммов. На клинке, украшенном растительным орнаментом, высечены знаменитые слова князя Александра Невского: «Кто с мечом к нам придет, тот от меча и погибнет». Ранее, в апреле 2015 года, аналогичные Мечи Победы были переданы на вечное хранение городам-героям.
Символ мужества и воинской славы представляет собой полированную колонну дорического ордера из балтийского гранита высотой 11 метров с бронзовыми капителью и базой. Наверху колонны размещён бронзовый позолоченный государственный герб России, на постаменте в бронзовом картуше располагается текст Указа Президента РФ о присвоении почётного звания, а на оборотной стороне — бронзовый герб Дмитрова. Размер площади, на которой установлена колонна, составляет 17 на 17 метров. По углам площади расположены четыре пилона с художественными барельефами, посвящёнными событиям из военной истории, за которые город удостоился почётного звания:
- Основание города, оборона Дмитровского кремля.
- Русско-польская война (1609—1618), битва под Дмитровом.
- Отечественная война 1812 года.
- Великая Отечественная война, битва за Москву.

Поблизости от памятника, у здания библиотеки, в 2010 году установлен бюст Маршала Советского Союза Г. К. Жукова. Мемориал со стелой — место проведения торжественных мероприятий, в том числе посвящённых Дню города, дням воинской славы России, Дню защитника Отечества и Дню Победы.

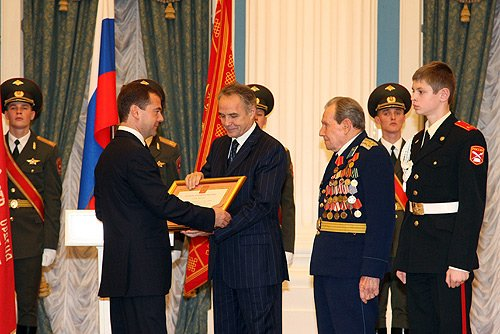
Вручение президентом главе Дмитровского района В. В. Гаврилову грамоты о присвоении почётного звания
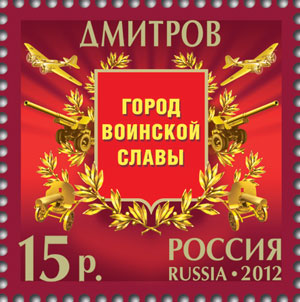
Памятная марка, посвящённая городу воинской славы, на котором изображены: станковый пулемёт системы Максима обр. 1910—1930 гг.; 152-мм гаубица обр. 1938 г. (М-10); скоростной бомбардировщик АНТ-40
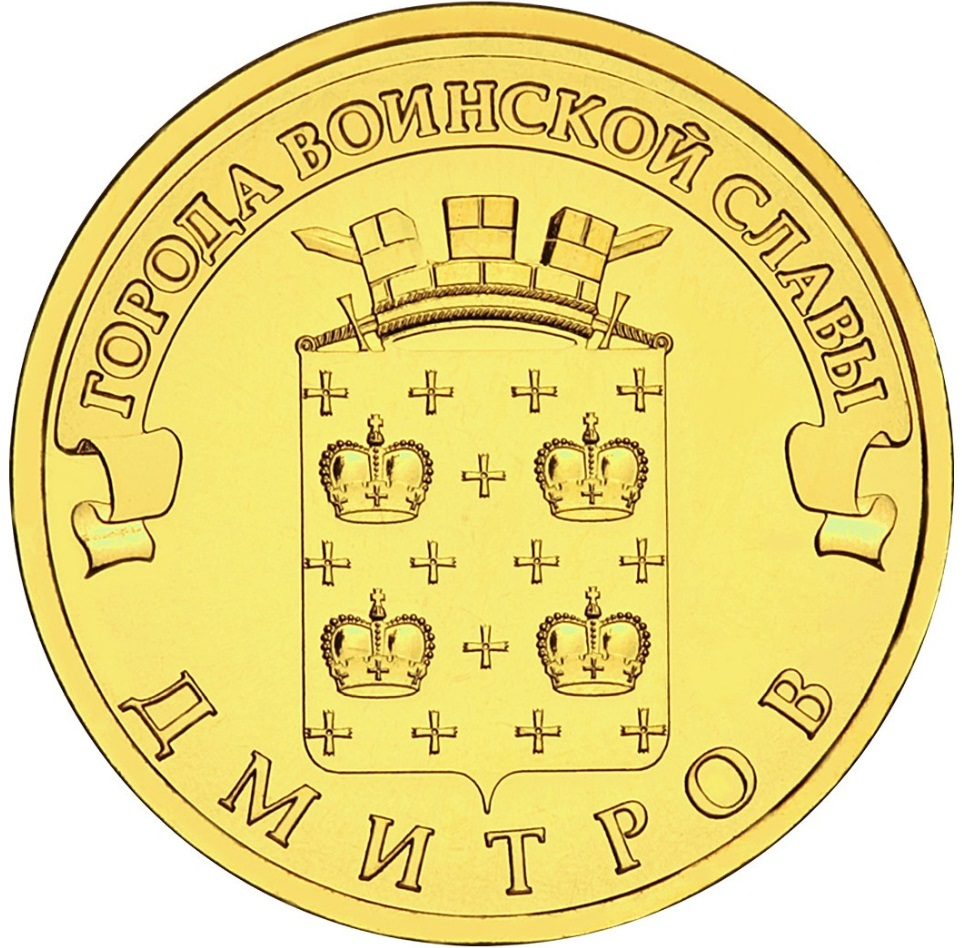
Изображение герба города воинской славы на монете